# Sziatum
Sziatum ("Atum fia") ókori egyiptomi herceg volt a XVIII. dinasztia idején. Feltehetőleg IV. Thotmesz fáraó egyik fia és III. Amenhotep testvére vagy féltestvére volt.
Létezéséről két forrásból tudunk: az egyik egy felirat, melyet lánya, Nebetia múmiáján találtak, és amely azonosítja a múmiát és Sziatumot nevezi meg apjaként; a másik pedig nevelője, Meriré sírjának szakkarai domborműves ábrázolása, ahol egy Sziatum nevű gyermeket ábrázolnak nevelője térdén ülve. Nincs közvetlen bizonyíték arra, hogy a két személy – Nebetia apja és Meriré tanítványa – ugyanaz a személy voltak, de a dombormű stílusa alapján Amenhotep fáraó uralkodása alatt készülhetett, Meriré tehát vagy az ő, vagy elődje uralma alatt volt hercegi nevelő, Sziatum neve pedig hasonlít Thotmesz teljes uralkodói titulusa egyik eleméhez.